# Иванова корита
Иванова корита је име долине у Националном парку Ловћен, на дванаестом километру пута од Цетиња према Ловћену. Налази се на 1200 – 1250 метара надморске висине. Име долине везује се за оснивача Цетиња Иван Црнојевића. Тачније, назив се односи на пут једног поточића, воде која извире на планини Трештаник и у овој долини се сакупља у један камени резервоар и потом прелива у корито направљено, по предању, од букових балвана које је изградио Иван-бег. На територији долине расте више од 1000 биљних врста.
У овом делу националног парка постоји велики број манастира и цркви, од којих су најпознатије цркве посвећене Светом архангелу Михајлу, Светом Николи и Светом Ђорђу.

## Име и историја
О црногорском владару Ивану Црнојевићу (1465-1490) остала су бројна сведочанства у историји, традицији, народним песмама, легендама, као и више од 80 топонимима широм Црне Горе. Топоними који носе име Ивана Црнојевића, као и легенде о њему, заступљени су на читавој територији државе којом је управљао. Природно је да је њихова највећа концентрација на гравитационом подручју Жабљака и Цетиња, који су у то време били престони градови. Половином 19. века Црногорци су били опседнути легендом о Ивану Црнојевићу, о чему је Вук Караџић забележио: „Успомена на Ивана Црнојевића у Црној је Гори још и сада тако свјежа, као да је јуче владао“.
Тако је и познати извор на Ловћену, заједно са околним ливадама, добио име Иванова корита. О овом извору такође је писао Вук Караџић: „Један извор у планини Ловћену зове се Иванбегова корита. У близини се још налазе развалине његовог љетњиковца. Добра, којима је обдарио свој манастир, зову се Иванбеговина.“

### Извор на Ивановим коритима
Овај извор и данас постоји. Вода је добра и хладна, највише 7-8 °. Каптиран је крајем 19. века, а данас се на том месту налази спомен-чесма са плочом од сиво-белог камена, на каменом постољу између две чесме. Посвећена је црногорским устаницима у Другом светском рату. На плочи је уклесано: „Устанички борци овога краја 13. јула 1941. године ликвидирали су овдје фашистичку посаду”.
Када је саксонски краљ Фридрих Август II, крајем маја 1838, накратко посетио Црну Гору, Његош га је дочекао на Ловћену. За високе госте је на средини пута био припремљен печени ован постављен у великом дрвеном суду. Краљ и његова пратња су се након јела напили хладне воде на једној чесми у близини. Могуће је да је то било баш на Ивановим коритима.
Чувена вода са Иванових корита опевана је и у истоименој песми, коју је написао композитор Милутин Поповић Захар, а отпевала Мерима Његомир. Песма Иванова корита једна је од најизвођенијих на Балкану.

## Лечилиште
Са надморском висином 1200  и климатским условима у којима се осећају утицаји континенталне и медитеранске климе Иванова корита представљају својеврсну ваздушну бању. Године 1929. на Ивановим коритима Зетска бановина основала је климатско лечилиште, данас установа за лечење дисајних путева и за оне који имају проблема са анемијом. У оквиру лечилишта саграђена је и Управна зграда са амбулантом. На истим темељима и у истом стилу године 1996. подигнут је исти објекат, са истом наменом.

## Меморијални комплекс династије Петровић Његош
На простору испред Управне зграде лечилишта се налази меморијални комплекс династије Петровић Његош. У оквиру комплекса постављене су бисте свих црногорских владара из ове династије.
- Владика Данило
- Владика Василије
- Петар I Петровић Његош
- Петар II Петровић Његош
- Књаз Данило
- Краљ Никола

## Туристички потенцијал
Иванова корита су популарно туристичко излетиште, које посећују многи туристи, као и археолози и ботаничари, док је током зиме ово популарно скијалиште. Поред скијалишта у другој половини 20. века изграђено је и дечје одмаралиште. Данас је то Рекреативно-едукативни центар „Ловћен”, који ради током целе године. У центру се организују летовања и зимовања деце, летњи камп камерне музике, кампови италијанског и француског језика, Летња школа науке, као и кошаркашки, тениски и рукометни кампови. На простору око Центра налазе се спортско–рекреативни терени, дечји ски-лифт и први авантуристички парк у Црној Гори. У околини постоје маркиране и обележене пешачке стазе различитих дужина, које отварају поглед на прелепе пределе Националног парка.
- Зграда Управе лечилишта
- Табла на управној згради
- Уређени простор излетишта
- Хотел Иванов конак
- Чесма на Ивановим коритима